# Anomalon ohharai
Anomalon ohharai är en stekelart som beskrevs av Kanetosi Kusigemati 1983. 
Anomalon ohharai ingår i släktet Anomalon och familjen brokparasitsteklar. Inga underarter finns listade i Catalogue of Life.